# Martha Shelley
Martha Shelley (Brooklyn, 27 december 1943) is een Amerikaans schrijver, dichter en activist, bekend vanwege haar betrokkenheid bij de homo-emancipatie en het lesbisch feminisme.

## Biografie
Shelley werd in 1943 in Brooklyn geboren als Martha Altman, dochter van Joodse ouders met Pools-Russische wortels. In 1960 nam ze judo-lessen in de hoop er lesbische vrouwen te ontmoeten. Twee jaar later, op haar negentiende, verliet ze het ouderlijk huis om in een hotel te gaan wonen. Ze bezocht de homohoreca, maar voelde zich "ellendig" bij de butch en femme-genderrollen die de Amerikaanse lesbische barcultuur in die tijd kenmerkte. Shelley kwam op de hoogte van het feminisme door het lezen van Het misverstand vrouw van Betty Friedan. Ze volgde onderwijs aan het City College of New York en studeerde er in 1965 af.
In 1967 bezocht ze een bijeenkomst van de New Yorkse afdeling van de Daughters of Bilitis (DOB), de eerste lesbische burgerrechten-beweging van de VS. Ze sloot zich aan, werd er actief en bracht het tot afdelingsvoorzitter. Vanwege het risico op onderzoek door de FBI werden leden van die organisatie aangemoedigd een pseudoniem te gebruiken en Martha Altman nam de naam Shelley aan, die ze daarna altijd is blijven gebruiken.
Shelley werkte een tijd als secretaresse bij het Barnard College en had een relatie met de biseksuele activist Stephen Donaldson.

### Gay Liberation Front
In haar rol als bestuurslid van de DOB ontving ze soms vrouwen uit andere steden en eind juni 1969 leidde ze twee daarvan rond in New York. Daarbij waren ze getuige van het uitbreken van de Stonewall-rellen, maar ze dachten dat het een protest tegen de Vietnamoorlog was, en zijn doorgelopen. Toen ze een paar dagen later op de hoogte raakte van de ware beweegredenen achter de rellen organiseerde ze namens de DOB, samen met leden van de mannelijke tegenhanger Mattachine Society, een demonstratie. Daaruit kwam een nieuwe organisatie voort: het Gay Liberation Front (GLF), die activistischer en vooral militanter was dan de DOB en Mattachine.
Shelley was actief binnen het GLF en schreef voor hun blad Come Out! essays, verslagen van acties en poëzie. Het GLF viel later uiteen in diverse subgroepen, waaronder de Radicalesbians, die in 1970 de actie Lavender Menace op touw zetten en waarbij Shelley intensief betrokken was. Voor Come Out! schreef ze het essay "Subversion in the Women’s Movement - What is to be Done?", dat later werd herdrukt in het radicale off our backs. De stukken "Notes of a Radical Lesbian" en "Terror" werden opgenomen in de bloemlezing Sisterhood Is Powerful.
Van 1972 tot 1974 verzorgde Shelley voor de New Yorkse zender WBAI het radioprogramma Lesbian Nation. In het wekelijks uitgezonden programma werden schrijvers, dichters en activisten geïnterviewd over het lesbianisme, de homorechtenbeweging en andere seksuele, culturele en politieke zaken.
In 1974 verhuisde Shelley naar Oakland in Californië, waar ze zich aan het schrijven wijdde. Ze publiceerde er onder meer Crossing the DMZ, In Other Words en Lesbians Speak Out. Poëzie van de hand van Shelley werd gepubliceerd in onder meer de periodieken Ms., Sunbury en The Bright Medusa.